# Chetogena micropalpis
Chetogena micropalpis là một loài ruồi trong họ Tachinidae.